# 알렌테주 햄
알렌테주 햄(Alentejo+ham)은 포르투갈의 햄이다. 건식염지 생햄인 프레준투의 일종으로, 알렌테주 지방에서 도토리를 먹고 자란 알렌테주돼지 고기를 이용해 생산된다. 프레준투 두 알렌테주(포르투갈어: presunto do Alentejo) 및 팔레타 두 알렌테주(포르투갈어: paleta do Alentejo)라는 이름이 2008년 9월 26일부터 유럽연합의 원산지 명칭 보호(PDO)를 받고있다.

## 이름
포르투갈어 "프레준투(presunto)"는 "햄"을 뜻하는 명사이며, 보통 건식염지 생햄을 일컫는다. 뒷다리로 만든 것을 "프레준투", 앞다리로 만든 것을 "팔레타(paleta)"라 불러 구분하기도 한다. "두(do)"는 "~의"라는 뜻의 전치사 "드(de)"에 남성형 정관사 "우(o)"가 결합된 것이다.

## 같이 보기
- 바항쿠스 햄